# Гемен
Гемен (нід. Heumen, нід. вимова: [ˈɦøːmə(n)] ( прослухати)) — село і муніципалітет у Нідерландах, у провінції Гелдерланд.

## Топографія
Нідерландська топографічна карта муніципалітету Гемен, червень 2015 року

## Населені пункти муніципалітету
Міста
- Малден

Села
- Гемен
- Моленгук
- Недерасселт
- Оверасселт

## Визначні мешканці
- Франс Тейссен (нар. 1952 в Малдені) — нідерландський футболіст
- Брам Нейтінк (нар. 1990) — нідерландський футболіст

## Галерея

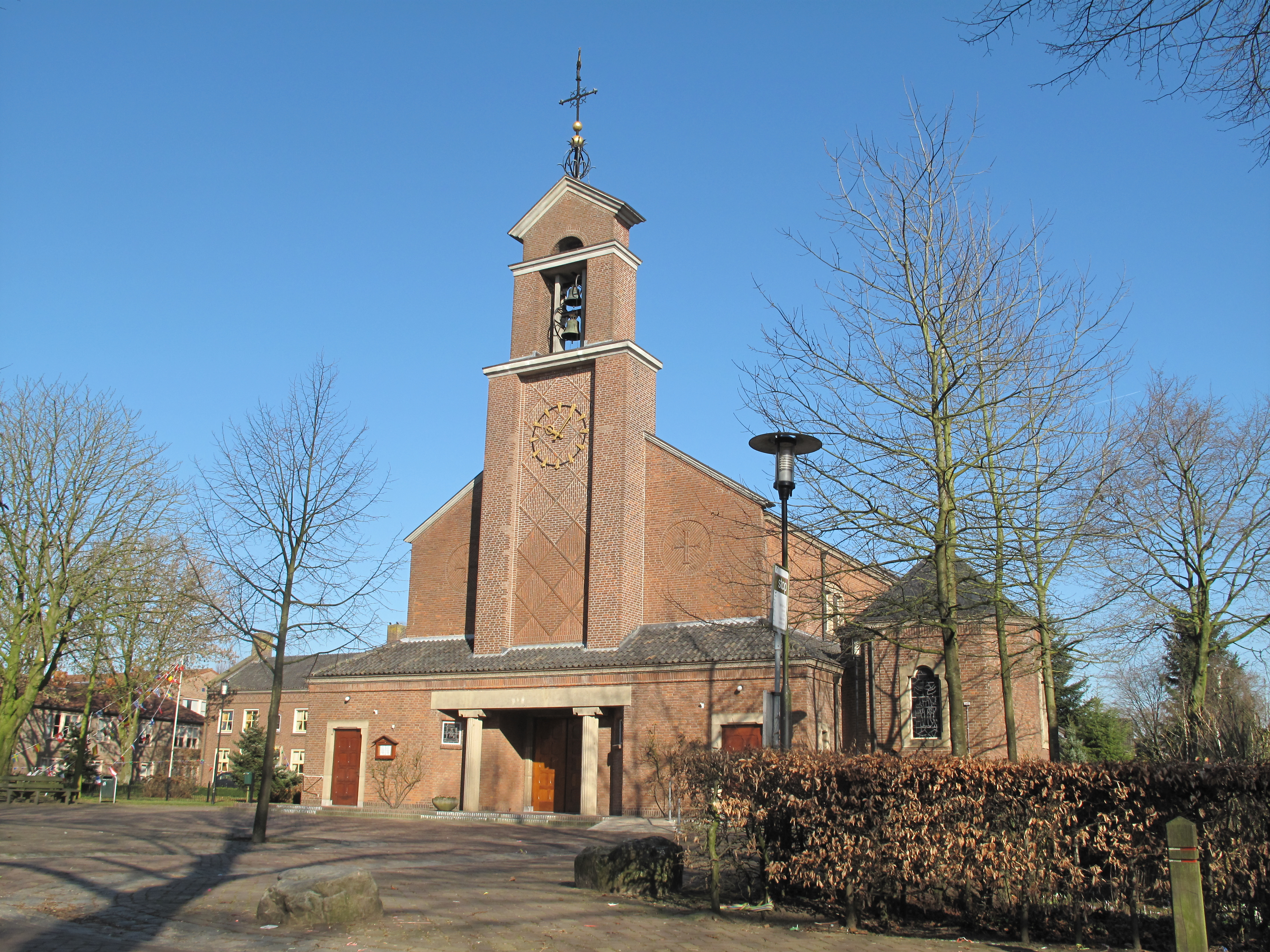
Католицька церква в Гемені
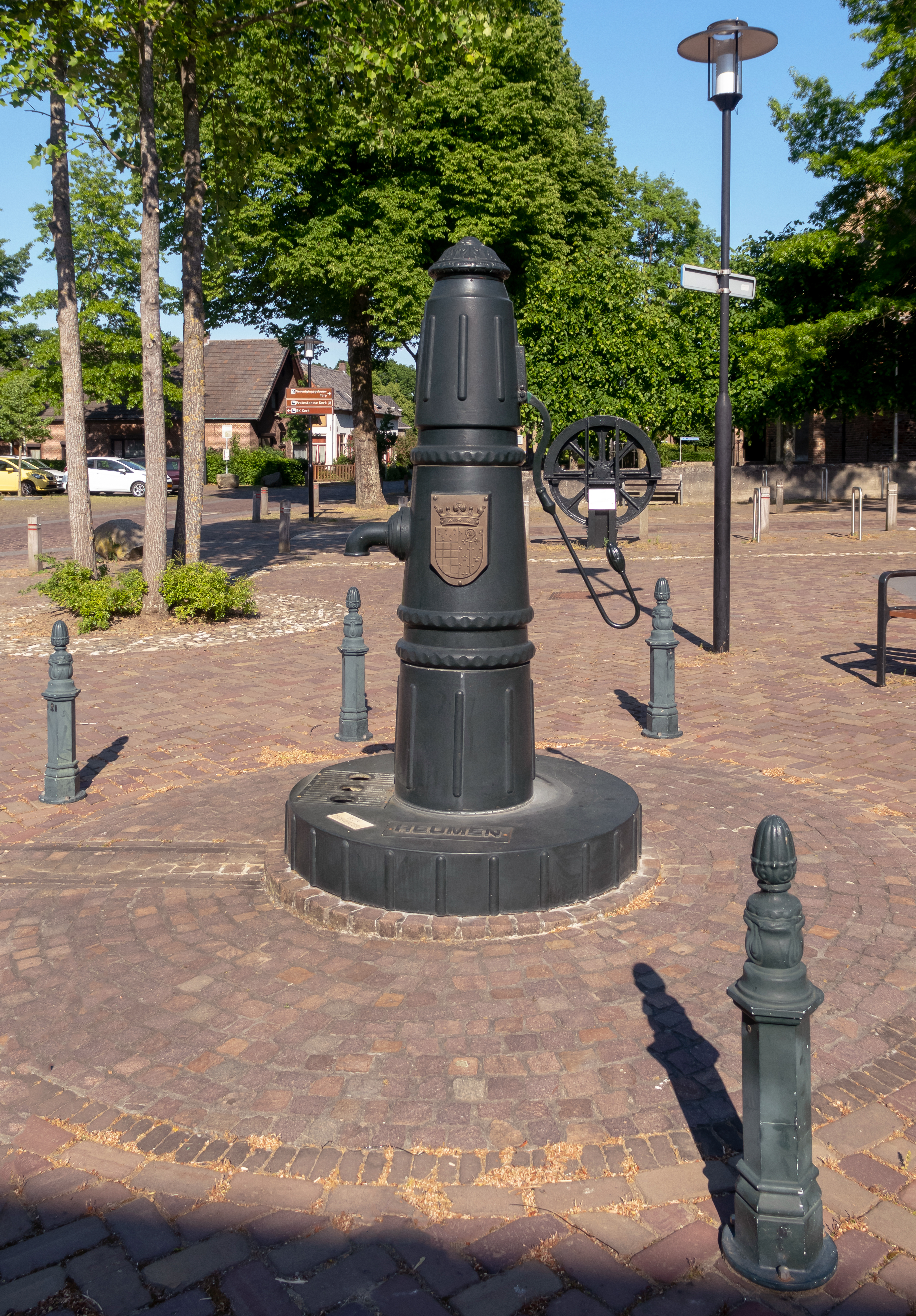
Ручний водяний насос у Гемені
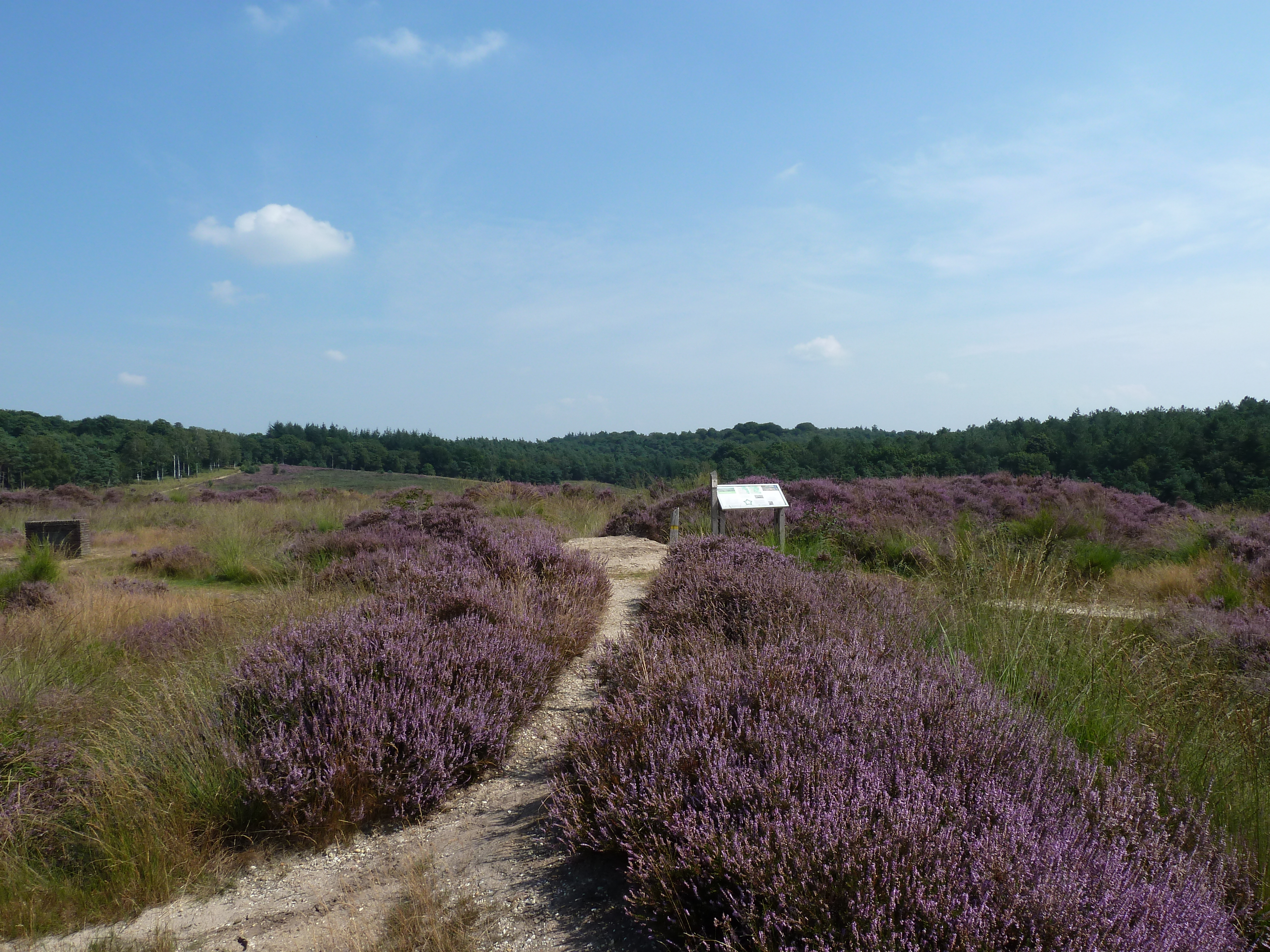
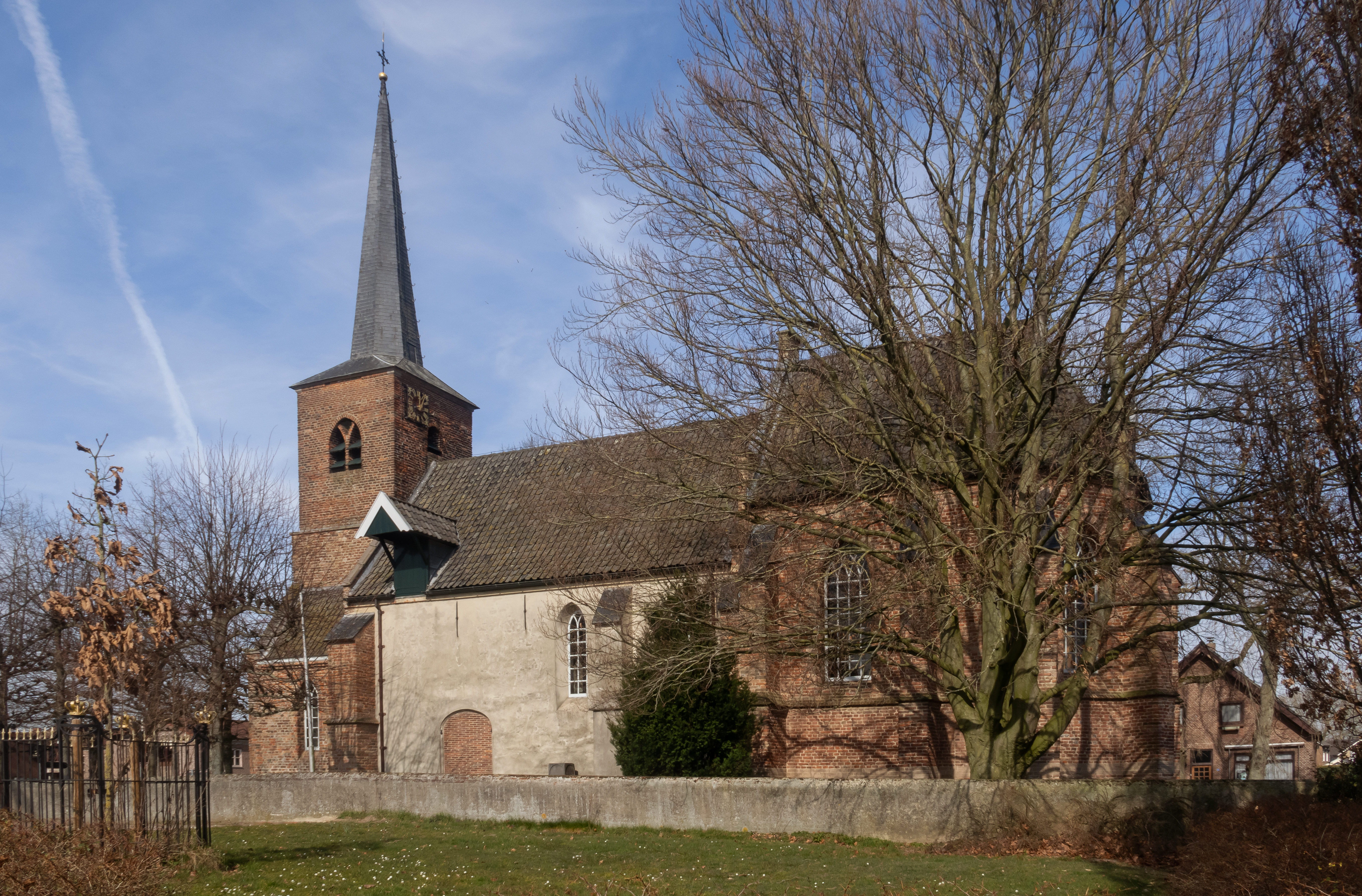
Реформістська церква в Гемені
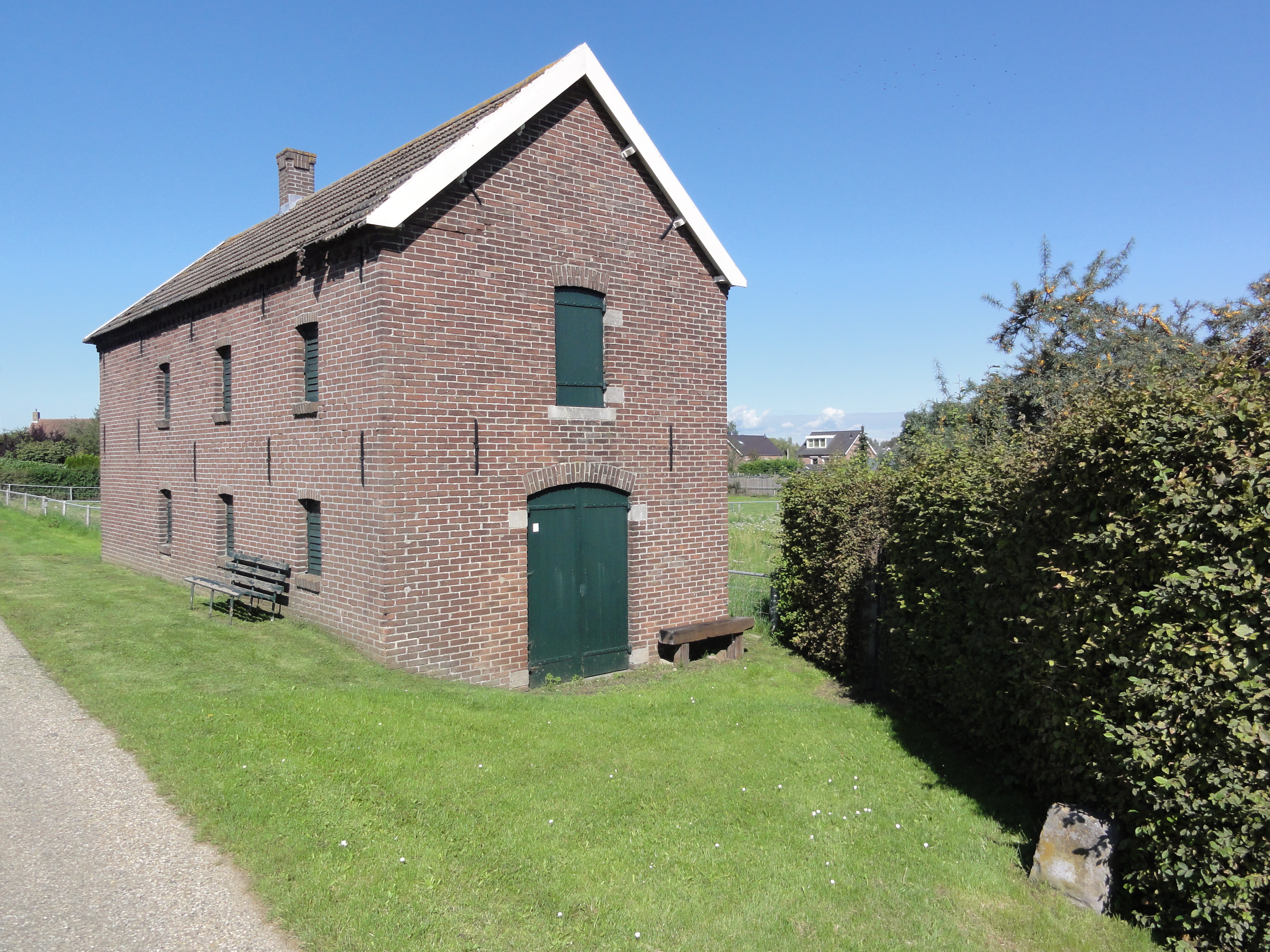
Недерасселт